# Филиппины на летних Олимпийских играх 2024

## Квалификация
| № п/п | Вид спорта            | Мужчины        | Мужчины                | Женщины        | Женщины                | Всего          | Всего                  |
| № п/п | Вид спорта            | Завоевано квот | Количество спортсменов | Завоевано квот | Количество спортсменов | Завоевано квот | Количество спортсменов |
| ----- | --------------------- | -------------- | ---------------------- | -------------- | ---------------------- | -------------- | ---------------------- |
| 1     | Академическая гребля  |                |                        | 1              | 1                      | 1              | 1                      |
| 2     | Бокс                  | 1              | 1                      | 2              | 2                      | 3              | 3                      |
| 3     | Спортивная гимнастика | 1              | 1                      | 3              | 3                      | 4              | 4                      |
| 4     | Лёгкая атлетика       | 1              | 1                      |                |                        | 1              | 1                      |
| 5     | Тяжёлая атлетика      | 1              | 1                      | 2              | 2                      | 3              | 3                      |
| 6     | Фехтование            |                |                        | 1              | 1                      | 1              | 1                      |
|       | ИТОГО                 | 4              | 4                      | 9              | 9                      | 13             | 13                     |

## Медали
| Медаль | Спортсмен(ы) | Вид спорта | Дисциплина | Дата |
| ------ | ------------ | ---------- | ---------- | ---- |

| Вид спорта | 1 | 2 | 3 | Всего |

| Медали по датам | Медали по датам | Медали по датам | Медали по датам | Медали по датам | Медали по датам |
| --------------- | --------------- | --------------- | --------------- | --------------- | --------------- |
| Дата            | 1               | 2               | 3               | Всего           |                 |

## Состав команды
Академическая гребля
1. Джоани Дельгако[англ.]

 Бокс
1. Эумир Марсьяль
2. Айра Вильегас[англ.]
3. Нести Петесио

Гимнастика
 Спортивная гимнастика
1. Карлос Юло[англ.]
2. Алеа Финнеган[англ.]
3. Леви Руививар[англ.]
4. Эмма Малабуйо[англ.]

 Лёгкая атлетика
1. Эрнест Джон Обьена[англ.]

 Тяжёлая атлетика
1. Джон Фебуар Сениза
2. Элрин Андо[англ.]
3. Ванесса Сарно[англ.]

 Фехтование
1. Саманта Катантан[англ.]

## Академическая гребля
Филиппины завоевали одну квоту на участие в соревнованиях по академической гребле на Квалификационной регате Азии и Океании в Чхунджу, Корея.
Женщины
| Спортсмен       | Дисциплина | Заезд | Заезд | Утеш. заезд | Утеш. заезд | Полуфиналы | Полуфиналы | Финалы | Финалы |
| Спортсмен       | Дисциплина | Время | Место | Время       | Место       | Время      | Место      | Время  | Место  |
| --------------- | ---------- | ----- | ----- | ----------- | ----------- | ---------- | ---------- | ------ | ------ |
| Джоани Дельгако | Одиночки   |       |       |             |             |            |            |        |        |

## Бокс
Филиппины завоевали три места в турнир по боксу на Азиатских играх 2022 года в Ханчжоу, Китай и мировом квалификационном турнире 2024 года в Бусто-Арсицио, Италия.
| Спортсмен      | Категория        | 1 раунд            | 1/8 финала         | Четвертьфиналы     | Полуфиналы         | Финал              | Финал |
| Спортсмен      | Категория        | Соперник Результат | Соперник Результат | Соперник Результат | Соперник Результат | Соперник Результат | Место |
| -------------- | ---------------- | ------------------ | ------------------ | ------------------ | ------------------ | ------------------ | ----- |
| Эумир Марсьяль | Мужчины 80 кг    | 0                  |                    |                    |                    |                    |       |
| Айра Вильегас  | Женщины до 50 кг | 0                  |                    |                    |                    |                    |       |
| Нести Петесио  | Женщины до 57 кг | 0                  |                    |                    |                    |                    |       |

## Гимнастика спортивная
Филиппинские гимнасты завоевали по одной личной квоте на участие в многоборье у мужчин и женщин на Чемпионате мира по спортивной гимнастике 2023 года в Антверпене, Бельгия. Еще по одному месту в женском личном многоборье Филиппины завоевали по итогам Серии этапов Кубка мира 2024 года и по результатам Чемпионата Азии 2024 года в Ташкенте, Узбекистан.

### Мужчины
| Спортсмен  | Дисциплина | Квалификация | Квалификация | Квалификация | Квалификация | Квалификация | Квалификация | Квалификация | Квалификация | Финал   | Финал   | Финал   | Финал   | Финал   | Финал   | Финал | Финал |
| Спортсмен  | Дисциплина | Снаряды      | Снаряды      | Снаряды      | Снаряды      | Снаряды      | Снаряды      | Всего        | Место        | Снаряды | Снаряды | Снаряды | Снаряды | Снаряды | Снаряды | Всего | Место |
| Спортсмен  | Дисциплина | В            | КН           | КО           | ОП           | ПБ           | П            | Всего        | Место        | В       | КН      | КО      | ОП      | ПБ      | П       | Всего | Место |
| ---------- | ---------- | ------------ | ------------ | ------------ | ------------ | ------------ | ------------ | ------------ | ------------ | ------- | ------- | ------- | ------- | ------- | ------- | ----- | ----- |
| Карлос Юло | Многоборье |              |              |              |              |              |              |              |              |         |         |         |         |         |         |       |       |

### Женщины
| Спортсмен     | Дисциплина | Квалификация | Квалификация | Квалификация | Квалификация | Квалификация | Квалификация | Финал   | Финал   | Финал   | Финал   | Финал | Финал |
| Спортсмен     | Дисциплина | Снаряды      | Снаряды      | Снаряды      | Снаряды      | Всего        | Место        | Снаряды | Снаряды | Снаряды | Снаряды | Всего | Место |
| Спортсмен     | Дисциплина | ОП           | РБ           | Б            | В            | Всего        | Место        | ОП      | РБ      | Б       | В       | Всего | Место |
| ------------- | ---------- | ------------ | ------------ | ------------ | ------------ | ------------ | ------------ | ------- | ------- | ------- | ------- | ----- | ----- |
| Алеа Финнеган | Многоборье |              |              |              |              |              |              |         |         |         |         |       |       |
| Леви Руививар | Многоборье |              |              |              |              |              |              |         |         |         |         |       |       |
| Эмма Малабуйо | Многоборье |              |              |              |              |              |              |         |         |         |         |       |       |

## Легкая атлетика
Филиппинские легкоатлеты выполнили нормативы для участия в Играх 2024 года, пройдя прямую квалификацию или по мировому рейтингу, в следующих соревнованиях (максимум по 3 спортсмена в каждом):
Технические дисциплины
Мужчины
| Спортсмен          | Дисциплина      | Полуфиналы | Полуфиналы | Финал     | Финал |
| Спортсмен          | Дисциплина      | Результат  | Место      | Результат | Место |
| ------------------ | --------------- | ---------- | ---------- | --------- | ----- |
| Эрнест Джон Обьена | Прыжки с шестом |            |            |           |       |

## Тяжёлая атлетика
Филиппины получили одно место в мужских и два женских соревнованиях в соответствии с олимпийским рейтингом IWF.
| Спортсмен          | Категория        | Рывок     | Рывок | Толчок    | Толчок | Всего | Место |
| Спортсмен          | Категория        | Результат | Место | Результат | Место  | Всего | Место |
| ------------------ | ---------------- | --------- | ----- | --------- | ------ | ----- | ----- |
| Джон Фебуар Сениза | Мужчины до 61 кг |           |       |           |        |       |       |
| Элрин Андо         | Женщины до 59 кг |           |       |           |        |       |       |
| Ванесса Сарно      | Женщины до 71 кг |           |       |           |        |       |       |

## Фехтование
Филиппины завоевали одно индивидуальное место в турнире рапиристок на Зональном турнире Азии и Океании 2024 года в Дубае, ОАЭ.
| Спортсмен        | Дисциплина     | Раунд 64      | Раунд 32      | Раунд 16      | Четвертьфинал | Полуфинал     | Финал / За 3 место | Финал / За 3 место |
| Спортсмен        | Дисциплина     | Соперник Счет | Соперник Счет | Соперник Счет | Соперник Счет | Соперник Счет | Соперник Счет      | Место              |
| ---------------- | -------------- | ------------- | ------------- | ------------- | ------------- | ------------- | ------------------ | ------------------ |
| Саманта Катантан | Женщины рапира |               |               |               |               |               |                    |                    |